# قيطم إفريقي
قيطم أفريقي (الاسم العلمي: Xenopus laevis) (بالإنجليزية: African clawed frog)‏ هو نوع من البرمائيات يتبع جنس القيطم من فصيلة الضفادع العديمة اللسان.